# Mike Gibson
Cameron Michael Henderson Gibson (Belfast, 3 dicembre 1942) è un ex rugbista a 15 britannico, internazionale per l’Irlanda, che nel ruolo di tre quarti centro vanta 81 presenze  internazionali di cui 12 con la maglia dei British Lions, a cinque dei cui tour prese parte; figura sia nell'International Rugby Hall of Fame che nell'IRB Hall of Fame.

## Biografia
Gibson compì gli studi superiori al Campbell College di Belfast, sua città natale, e studìò Giurisprudenza a Cambridge, della cui squadra di rugby universitaria fu capitano durante il Varsity Match del 1965.
Dopo una brevissima parentesi ai London Irish, tornò in Irlanda del Nord dove fu ingaggiato dal North of Ireland, club scomparso nel 1999.
Esordì in Nazionale irlandese nel corso del Cinque Nazioni 1964, il primo di 16 consecutivi fino al 1979, con due vittorie, una condivisa nel 1973 e una assoluta nel 1974.
Nel corso della sua carriera internazionale Gibson prese parte a cinque tour dei British Lions, dal 1966 al 1977, disputando 12 test match in tre di essi (fino al 1971).
Nel tour 1966 fu in campo in 4 test match e vinse 2-0 la serie contro l'Australia, perdendo 0-4 quella contro la Nuova Zelanda; nel tour 1968 in Sudafrica (serie persa 1-3), Gibson fu il primo giocatore in assoluto della storia dei British Lions a subentrare dalla panchina durante il primo test match della serie; nel 1971 la spedizione in Nuova Zelanda si risolse in una vittoria della serie sugli All Blacks per 2-1 (due vittorie, una sconfitta e un pareggio); nei tour del 1974 e 1977, pur convocato, non poté mai essere schierato per motivi fisici.
Terminò la sua carriera internazionale nel corso del Cinque Nazioni 1979 dopo 69 incontri (di cui 56 nel torneo) con la maglia dell'Irlanda e 12 con quella dei British Lions; inoltre, dal 1963 al 1976, fu invitato 9 volte a giocare nei Barbarians, e fu presente nell'incontro vinto a Cardiff il 27 gennaio 1973 contro gli All Blacks, nel corso del quale il gallese Gareth Edwards realizzò quella che viene comunemente chiamata «la meta» per antonomasia.
Da dopo il ritiro ha continuato a gestire il suo studio legale a Belfast, iniziando alla professione, tra gli altri, anche il più giovane David Humphreys, internazionale irlandese a cavallo tra gli anni novanta e duemila.
Nel 1997 fu tra i primi ammessi nella neoistituita International Rugby Hall of Fame e, più recentemente, nel 2011, ricevette analogo riconoscimento in quella dell'International Rugby Board.